# Шерл
Шерл, шерліт — мінерал, залізистий різновид турмаліну.
Назва — за старонімецьким гірничим терміном «шор» — пуста порода, відвали.
Синоніми: п'єрпонтит, турмалін чорний, африцит.

## Опис
Хімічна формула:
- 1. За К.Фреєм: 3[NaFe32+Al6(BO3)3Si6O18(OH, F)4].
- 2. «Fleischer's Glossary» (2004): NaFe3Al6(BO3)3Si 6O18(OH)4.

Сингонія тригональна. Форми виділення: призматичні кристали з трикутними або гексагональними поперечними перетинами. Масивні, стовпчасті, радіально-променисті і паралельно-призматичні аґреґати. Спайність виражена слабко. Густина 3,10-3,25. Тв. 7,0-7,5. Колір чорний. Блиск скляний до смоляного.

## Поширення
Характерний для ґранітів, ґранітних пегматитів, розповсюджений мінерал сланців та ґнейсів. Знайдений у пегматитових провінціях Нової Англії, Південної Каліфорнії та Південної Дакоти (США), Пірпонт, шт. Нью-Йорк (США), Гарц (ФРН), Арендаль і Снарум (Норвегія), Естергетланд (Швеція), Намібії, в Іркутській обл., Забайкаллі, Карелії (РФ), у Казахстані.

## Різновиди
Розрізняють: шерл білий (застаріла назва лейциту та альбіту), шерл голубий (1 — застаріла назва анатазу; 2 — турмалін голубого кольору), шерл електричний (застаріла назва турмаліну), шерл коштовний (коштовна відміна турмаліну), шерл мадагаскарський (застаріла назва турмаліну), шерл малиновий (літіїстий різновид турмаліну рожевого кольору), шерл синій (зайва назва анатазу), шерл скляний (аксиніт), шерл сочевицеподібний (аксиніт), шерл тальковий (кіаніт), шерл титановий (рутил), шерл фіолетовий (аксиніт), шерл хрестоподібний (ставроліт), шерл червоний (рутил), шерл шпатовий (застаріла назва рогової обманки).